# Alyssa Meyer
Alyssa Meyer (* 15. Januar 1995 in Berlin) ist eine deutsche Ruderin.

## Karriere
2016 belegte sie im Achter den sechsten Platz bei den U23-Weltmeisterschaften. Bei den U23-Weltmeisterschaften 2017 wurde sie Vierte mit dem Achter. 2018 trat sie zusammen mit Anna Härtl im Zweier ohne Steuerfrau beim Ruder-Weltcup in Linz-Ottensheim an, wo die beiden den 12. Platz belegten. 2019 startete sie mit Isabelle Hübener im Zweier ohne Steuerfrau bei den Europameisterschaften, wo die beiden den elften Platz belegten. Später in der Saison startete sie im Achter bei den Weltmeisterschaften, mit dem sie auf den zehnten Platz fuhr. Bei den Europameisterschaften 2020 konnte sie im Achter die Silbermedaille gewinnen, hinter den Rumäninnen.

## Internationale Erfolge
- 2016: 6. Platz U23-Weltmeisterschaften im Achter
- 2017: 4. Platz U23-Weltmeisterschaften im Achter
- 2019: 11. Platz Europameisterschaften im Zweier ohne Steuerfrau
- 2019: 10. Platz Weltmeisterschaften im Achter
- 2020: Silbermedaille Europameisterschaften im Achter

## Berufsweg
Seit September 2016 befindet sich Alyssa Meyer in der Ausbildung zur Polizeivollzugsbeamtin bei der Bundespolizei. Die Polizeimeisteranwärterin ist Angehörige der Bundespolizeisportschule Kienbaum.